# 시도정
시도정(일본어: 志度町)은 일본 가가와현 동부에 있던 정이며, 오카와군에 속했다. 

## 역사
- 1890년 2월 15일 - 정촌제 시행에 수반해 합병전의 정역인 산가와군 시도촌이 성립하였다.
- 1898년 2월 11일 - 정으로 승격해 시도정이 되었다.
- 1899년 4월 1일 - 오카와군에 소속되었다.
- 1955년 1월 1일 - 오카와군 시도정, 가모쇼촌, 오다촌이 신설합병해 새로운 시도정이 성립하였다.
- 1956년 9월 30일 - 가베촌을 편입하였다.
- 2002년 4월 1일 - 오카와군 쓰다정, 오카와정, 산가와정, 나가오정이 신설 합병해 사누키시가 성립하였다. 동일 시다정은 폐지되었다.

## 교통

### 철도
- 시코쿠 여객철도
  - 고토쿠 선
- 다카마쓰코토히라 전기 철도

## 참고 문헌
- 角川日本地名大辞典編纂委員会, 『角川日本地名大辞典 43 香川県』, 1985, 角川書店